# Saint-Gervais-sur-Roubion
Saint-Gervais-sur-Roubion é uma comuna francesa na região administrativa de Auvérnia-Ródano-Alpes, no departamento de Drôme. Estende-se por uma área de 14,57 km². Em 2010 a comuna tinha 1 080 habitantes (densidade: 74,1 hab./km²).